# Deiland
La saga di Deiland è una serie di videogiochi d'avventura, in giocatore singolo, con elementi Sandbox e di ruolo. Sviluppato da Chibig Studios.
In ogni gioco il giocatore incontra personaggi, completa missioni, costruisce strutture migliora le sue abilità ed attrezzi, e combatte mostri.

## Giochi della serie
- Deiland, Tiny Planet

Un gioco per dispositivi mobili che ha come protagonista Arco, un bambino che abita il Pianeta Minore di Deiland.
- Ankora

Un secondo gioco per dispositivi mobili dove il protagonista, Mûn, un esploratore spaziale, è costretto ad un atterraggio di emergenza sul pianeta Ankora.
- Deiland

Un remake per console/pc desktop del primo gioco, che cambia e migliora le meccaniche di gioco.
- Summer in Mara

Un gioco console/pc desktop che vede il protagonista Koa alle prese con l'esplorazione dell'oceano Mara.